# Lipnice roční

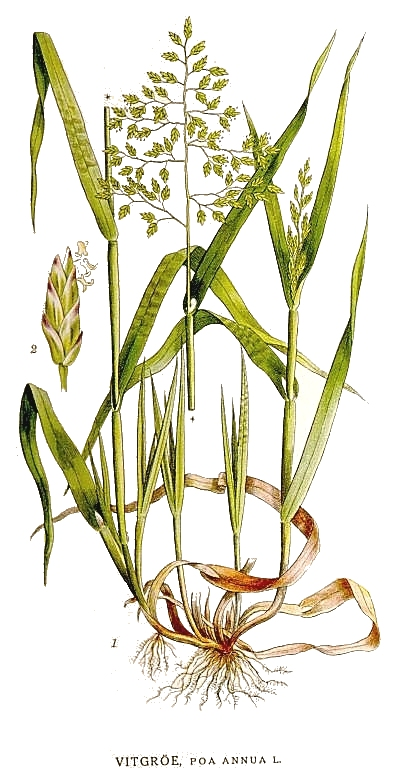
Zobrazení lipnice roční

Lipnice roční (Poa annua) je drobná, trsnatě rostoucí tráva, jeden z více než 15 druhů rodu lipnice vyrůstajících v české přírodě. Druh pochází z Evropy a přilehlých oblastí Asie a postupně se rozšířil téměř do celého světa, dnes je považován za kosmopolitní plevel. V České republice roste tato skromná rostlina na celém území, od nížin až vysoko do hor.

## Ekologie
Nenáročný druh upřednostňující vlhké půdy, které jsou humózní a dobře zásobené dusíkem i ostatními živinami a mají vyšší obsah jílu. Roste i na stinných místech na polích, loukách, v zahradách, příkopech i na rumištích. Díky poléhavému trsu dobře snáší sešlapávání, a proto bývá častá na hřištích, roste v dlážděných chodnících, na dvorech i podél cest, vyskytuje se na zavlažovaných půdách a ve sklenících. Protože snáší zastínění, bývá součástí i hustých porostů obilovin.
Na polích obvykle roste na zamokřených místech, kde vytváří i značně husté porosty. Naopak za sucha předčasně ukončuje svůj vývoj a odumírá. Pro svou odolnost bývá ve vlhkých oblastech součástí travních směsí pro zahrady a parky. Kvete od jara do podzimu.
Lipnice roční je variabilní druh a její vzhled i vytrvalost jsou závislé na stanovištích. Někdy v travnatých porostech vytváří široce trsnaté rostliny kvetoucí až druhým rokem. Na jiných místech vyrostou jednoleté rostliny, které jsou schopné pomocí semen utvořit několik generací do roka.

## Popis
Jednoletá, nevýběžkatá, trsnatá tráva se stébly vysokými jen 5 až 25 cm a jemnými svazčitými kořeny. Stébla s jedním nebo dvěma kolénky jsou zploštělá, lysá a bývají vystoupavá nebo vytvářejí poléhavé, nepravidelné kruhy; poléhavá stébla mohou z kolének zakořenit. Četné bazální větvení stébla je intravaginální.
Listové čepele jsou světle až tmavě zelené, ploché, kýlnaté, měkké, až 15 cm dlouhé a 5 mm široké, na vrcholu zašpičatělé a po okraji slabě drsné. Pochvy listů jsou hladké, kýlnaté a slabě zploštělé, krátký jazýček je uťatý a ouška chybějí.
Květenství je jehlancovitá, 3 až 10 cm dlouhá, zřetelně zploštělá a mnohdy jednostranná lata s hladkými, kolmo z vřetene vyrůstajícími větévkami; spodní větévky se ohýbají. Vejčité, zelené klásky, vyrůstající na větévkách po třech až deseti, mívají tři až pět kvítků. Plevy jsou nestejné, spodní kratší je jednožilná, horní delší třížilná. Pluchy bez osin jsou vejčité, po okrajích blanité a u báze mívají chomáček měkkých chlupů. Ploidie druhu je 2n = 28.
Obilky obalené v rýhované pluše s blanitým okrajem jsou hnědé, slabě tříhranné, asi 1,5 mm dlouhé a 0,5 mm široké. Nejčastěji ve zralosti vypadávají do těsné blízkosti rostliny a dále se rozšiřují větrem, povrchovou vodou nebo jsou roznášeny zvířaty.

## Rozmnožování
Rostlina se rozmnožuje pouze generativně semeny (obilkami). Kvete po velmi dlouhou dobu, obvykle od března do listopadu, na jedné rostlině postupně dozraje okolo 500 obilek s velmi krátkou dobou dormance. Vzcházejí brzy po vysemenění, nejlépe z povrchu půdy nebo jen z hloubky několika centimetrů. Životnost obilek hluboko v půdě je krátká.

## Význam
Lipnice roční je málo škodícím plevelem v okopaninách i obilninách; dá se snadno potlačit správnou péčí o půdu a střídáním plodin. V pěstěných okrasných trávnících je mnohem nepříjemnější: rychle se šíří a způsobuje celkovou degradaci trávníků, neboť v době sucha zasychá a zanechává po sobě nevzhledná holá místa.
Naproti tomu je vítanou součástí sečených trávníků a pastvin, vyniká velmi rychlým vývojem a za ideálních podmínek vytvoří i tři generace do roka. Přes svůj nepatrný vzrůst je tento druh vhodnou rostlinou pro pastvu, dobytek ho rád požírá.

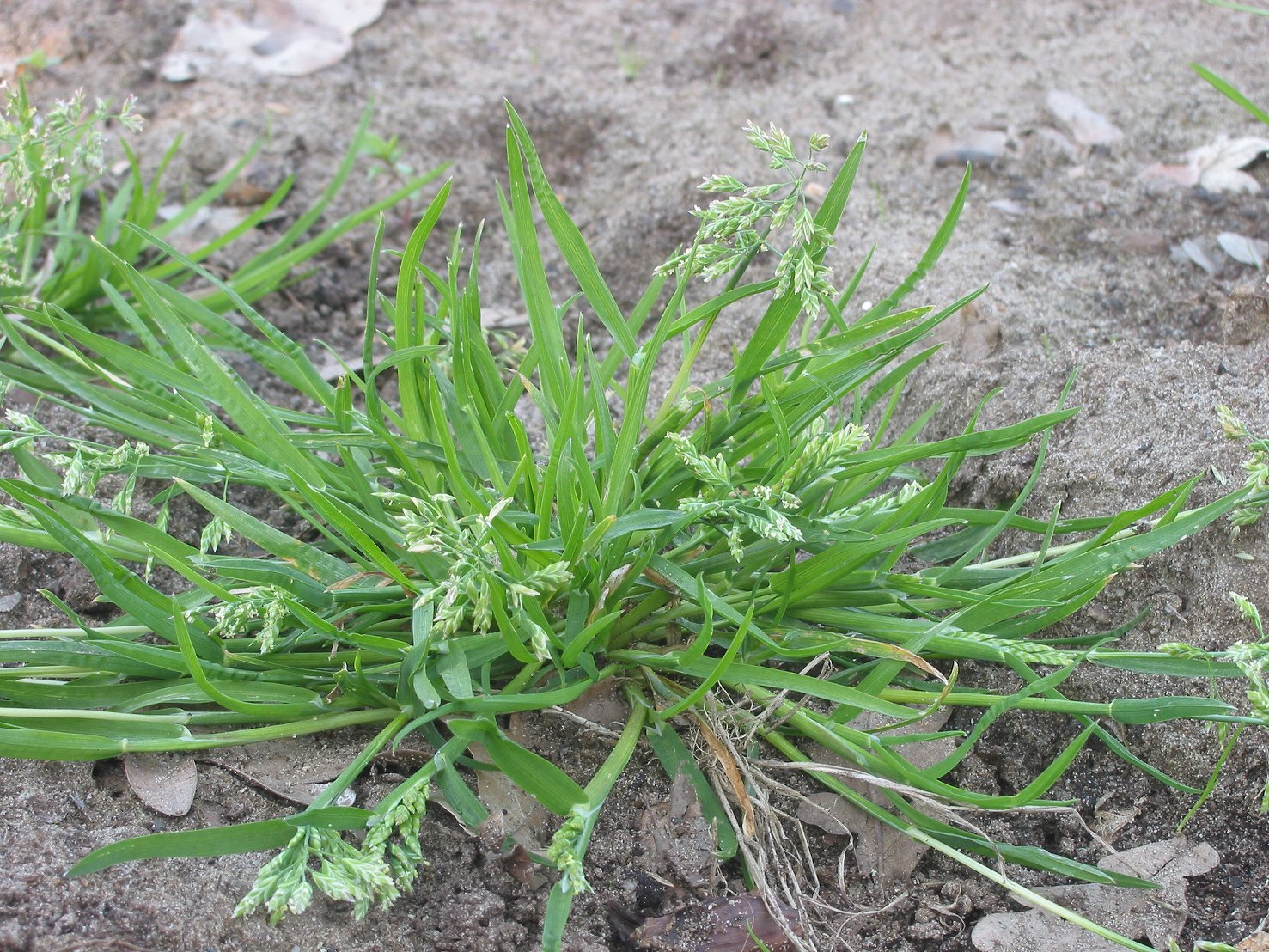
Odnožující rostlina
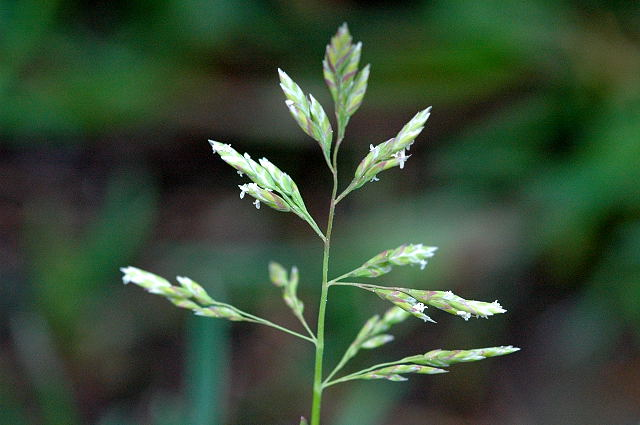
Květenství
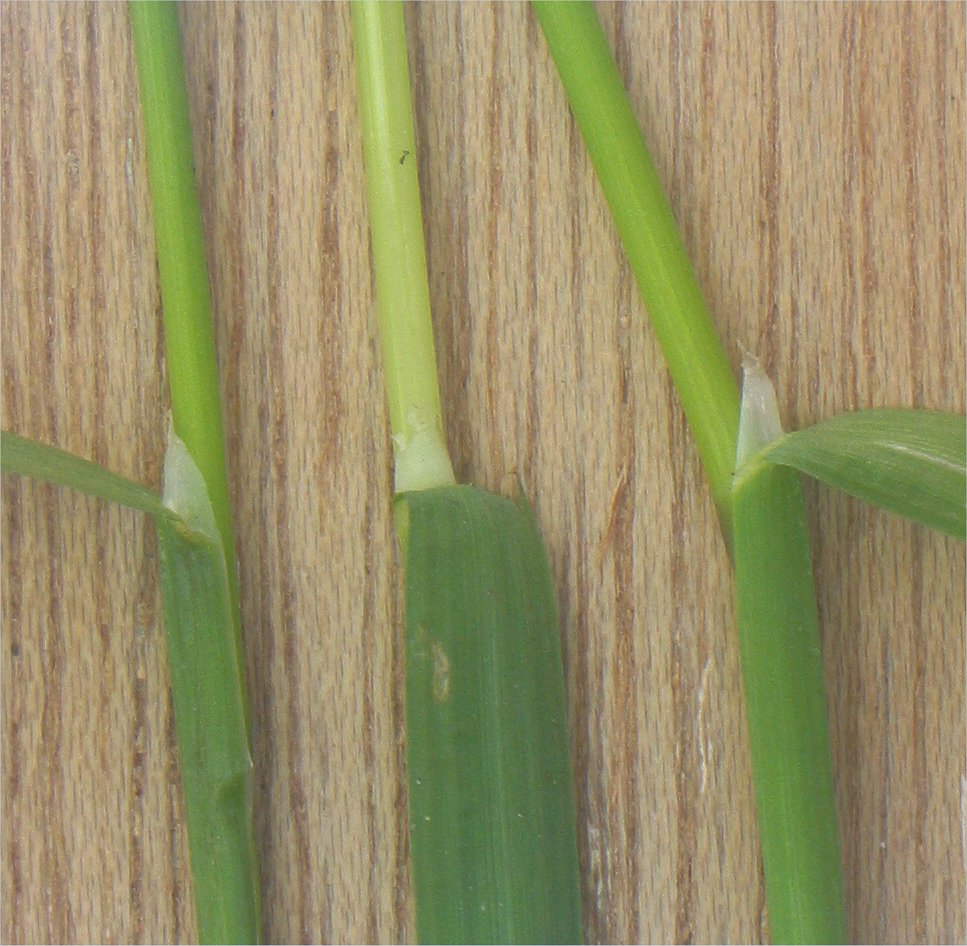
Pochvy s jazýčky
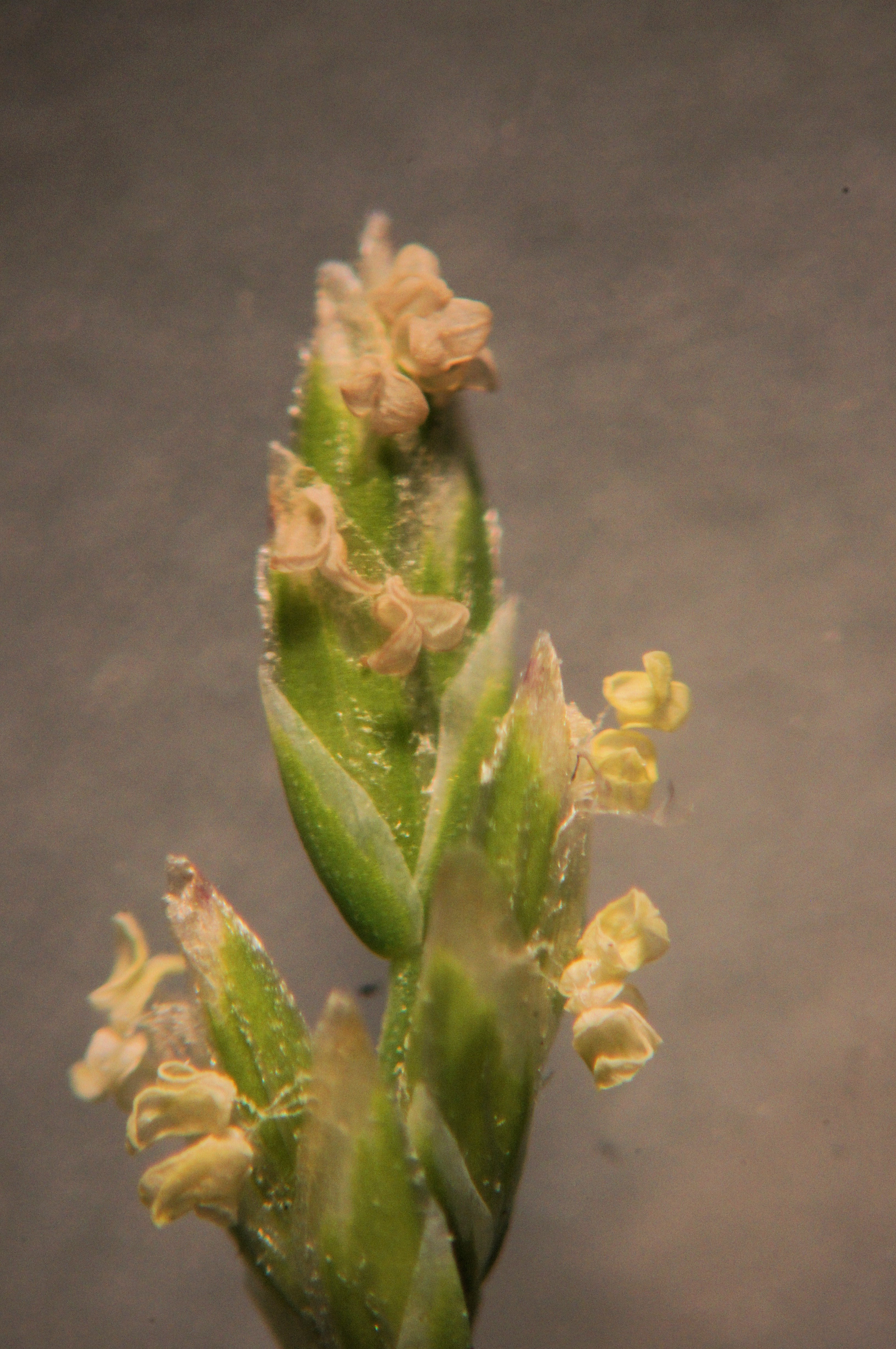
Klásek s kvítky